# Sinoxylon verrugerum
Sinoxylon verrugerum är en skalbaggsart som beskrevs av Pierre Lesne 1906. Sinoxylon verrugerum ingår i släktet Sinoxylon och familjen kapuschongbaggar. Inga underarter finns listade i Catalogue of Life.